# Marion (Alabama)
Marion es una ciudad ubicada en el condado de Perry en el estado estadounidense de Alabama. En el censo de 2020, su población era de 3176 habitantes y una densidad poblacional de 116.02 personas por km².

## Demografía
En el 2000 la renta per cápita promedia del hogar era de $24,330, y el ingreso promedio para una familia era de $29,663. El ingreso per cápita para la localidad era de $11,934. Los hombres tenían un ingreso per cápita de $27,422 contra $20,240 para las mujeres.

## Geografía
Marion se encuentra ubicada en las coordenadas 32°37′58″N 87°19′2″O / 32.63278, -87.31722 (32.632838, -87.317284)
Según la Oficina del Censo de los EE. UU., la ciudad tiene un área total de 10.68 millas cuadradas (27.67 km²).